# 1. poljska armada (ZSSR)
Za druge 1. armade glejte 1. armada.
1. poljska armada (poljsko Pierwsza Armia Wojska Polskiego; kratica 1. AWP) je bila armada Poljakov v sestavi Rdeče armade med drugo svetovno vojno.

## Zgodovina
1. poljska armada je bila ustanovljena 29. julija 1944 z reorganizacijo 1. poljskega korpusa in iz delov Poljske armade v ZSSR.
Poleti 1944 je prvič vstopila v boj kot del 1. beloruske fronte na desnem krilu ofenzive Lvov-Sandomierz; tako je sodelovala pri prečkanju reke Vistula pri Dęblinu in Puławyju. Septembra 1944 je sodelovala pri bojevanju okoli Varšave, a ni smela pomagati varšavskim vstajnikom. Pozimi 1944/45 se je armada borila v Pomeraniji, kjer je prebila Pommernstellung in zavzela Kolberg (današnji Kołobrzeg). 
Pomladi 1945 je bila prestavljena na Odro, kjer je nato sodelovala v bojih vse do bitke za Berlin, kjer je skupaj s 2. poljsko armado predstavljala 10 % sovjetskih sil, ki so sodelovale pri zavzetju Berlina.
22. avgusta 1945 je bila armada razpuščena in njene enote so postale del novoustanovljene Poljske ljudske armade Ljudske republike Poljske.

## Organizacija
31. januar 1945
- štab
- 1. pehotna divizija »Tadeusz Kościuszko«
- 2. pehotna divizija »Jan Henryk Dąbrowski«
- 3. pehotna divizija »Romuald Traugutt«
- 4. pehotna divizija »Jan Kiliński«
- 6. pehotna divizija
- 1. konjeniška brigada
- 1. daljinska topniška brigada
- 2. havbična brigada
- 3. havbična brigada
- 5. težka artilerijska brigada
- 1. zračnoobrambna artilerijska divizija
- 4. protitankovska artilerijska brigada
- 1. tankovska brigada »Bohaterów Westerplatte«

## Sestava
Podčastniki in vojaki armade so prišli iz vrst poljskih vojnih ujetnikov, ki so bili ujeti po poljsko-sovjetsko vojno in nameščeni v gulage. Toda zaradi Katinskega pokola in dejstva, da se je večina poljskih častnikov priključilo poljskih enotam na zahodu, je bilo 40 % vseh častnikov in tehničnih strokovnjakov Sovjetov; hkrati so Sovjeti zasedali med 70 in 85 % vseh poveljniških položajev. Armada je imela sovjetsko orožje in opremo, toda uporabljala je poljske čine, oznake,...
Kljub temu, da je Sovjetska zveza dovolila ustanovitev take enote, pa ni od vsega začetka zaupala zanesljivosti in lojalnosti Poljakov. Tako so že od začetka ustanovili posebne političnokomisarske enote, ki so bile dodeljene armadi oz. njenim organskim enotam, ki so bile sestavljene izključno iz Sovjetov, ki so nadzorovali politično indoktrinacijo, moralo,... Poljakov. Ti politični komisarji so tako aretirali veliko pripadnikov armade, ki so peli neprimerne domoljubne pesmi, razpravljali o prepovedanih temah (Katinski pokol, Poljska po vojni,...),...
31. januarja 1945 je armada imela: 9.316 častnikov, 22.548 podčastnikov, 57.787 vojakov, 1.141 warrent officers, 696 minometov, 789 artilerijskih orožij, 76 tankov, 74 samovoznih topov, 572 plamenometalcev, 3.172 avtomobilov in tovornjakov, 457 traktorjev, 143 motorjev in 6.957 konjev.

## Poveljstvo
Poveljnik
- general Stanisław Popławski - 1944–1945
- generalpolkovnik Władysław Korczyc - 1945–?

Načelnik štaba
- generalmajor Wsiewolod Strazewski

Namestnik načelnika štaba
- generalmajor Bolesław Zarako-Zarakowski

Namestnik poveljnika za zaledje
- generalmajor Marek T. Karakoz

Poveljnik tankovskih sil
- generalporočnik Dmitrij Mostowienko
- generalmajor Andriej Nikulin

Poveljnik artilerije
- generalporočnik Boleslav B. Černijavski
- generalporočnik Aleksandr Modzelewski

Poveljnik inženirstva
- generalpolkovnik Jerzy Bordziłowski

Inženirski načelnik štaba
- generalmajor Piotr Sluczewski

Poveljnik oskrbe
- generalporočnik Ivan Loginov

Načelnik štaba za mobilizacijo in oskrbo
- generalmajor Antoni Siwicki

Načelnik štaba za mobilizacijo in organizacijo
- generalmajor Stiepan Pietrowski

Načelnik štaba za pehoto in konjenico
- generalmajor Bronisław Pólturzynski